# 花の色/少年ケニヤ
「花の色／少年ケニヤ」（はなのいろ／しょうねんケニヤ）は、渡辺典子のデビュー・シングル曲。両A面シングルとして、1984年1月1日に発売された。発売元は日本コロムビア。
オリコンチャートでは、週間最高9位にランクされ売上数は23万枚を記録、渡辺最大のヒット曲となった。

## 収録曲
1. 花の色
  - 作詞：三浦徳子、作曲：財津和夫、編曲：大谷和夫
  - TBSテレビ系ドラマ『探偵物語』主題歌
2. 少年ケニヤ
  - 作詞：阿木燿子、作曲：宇崎竜童、編曲：萩田光雄
  - 東映アニメ映画『少年ケニヤ』主題歌